# Річі Де Лат
Річі Де Лат (фр. Ritchie De Laet, нар. 28 листопада 1988, Антверпен) — бельгійський футболіст, захисник «Антверпена».

## Клубна кар'єра
Вихованець футбольної школи клубу «Антверпен». Дорослу футбольну кар'єру розпочав 2006 року в основній команді того ж клубу, в якій провів один сезон, взявши участь лише у 9 матчах чемпіонату.
Згодом з 2007 по 2009 рік грав у складі команд клубів «Сток Сіті» та «Рексем».
Своєю грою за останню команду привернув увагу представників тренерського штабу клубу «Манчестер Юнайтед», до складу якого приєднався 2009 року. Відіграв за команду з Манчестера один сезон своєї ігрової кар'єри, взявши участь лише у 5 іграх чемпіонату.
Протягом 2010—2012 років захищав на умовах оренди кольори клубів «Шеффілд Юнайтед», «Престон Норт-Енд», «Портсмут» та «Норвіч Сіті».
До складу клубу «Манчестер Юнайтед» повернувся на початку 2012 року, але пробитися до основної команди не зумів і 14 травня 2012 року підписав трирічний контракт з «Лестер Сіті». Більшість часу, проведеного у складі «Лестер Сіті», був основним гравцем захисту команди.
1 лютого 2016 року приєднався на правах оренди до кінця сезону до складу «Мідлсбро». Відтоді встиг відіграти за клуб з Мідлсбро 3 матчі в національному чемпіонаті.

## Виступи за збірну
Залучався до складу молодіжної збірної Бельгії. На молодіжному рівні зіграв у 4 офіційних матчах.
2009 року провів два матчі у складі національної збірної Бельгії.

## Титули і досягнення
- Володар Кубка Бельгії (2):

«Антверпен»: 2019-20, 2022-23
- Чемпіон Бельгії (1):

«Антверпен»: 2022-23
- Володар Суперкубка Бельгії (1):

«Антверпен»: 2023